# تايلر هاردينغ
تايلر هاردينغ (بالإنجليزية: Tyler Harding)‏ هو متزحلق حر بريطاني، ولد في 18 أكتوبر 1996.

## وصلات خارجية
- تايلر هاردينغ على موقع الاتحاد الدولي للتزلج (التزلج الحر) (الإنجليزية)
- تايلر هاردينغ على موقع أوليمبيديا (الإنجليزية)